# 1946 en sport automobile
Chronologie du Sport automobile
1945 en sport automobile - 1946 en sport automobile - 1947 en sport automobile

## Les faits marquants de l'année1946enSport automobile
- 12 Grand Prix se disputent en France en 1946, de Lille à Perpignan en passant par Paris (3), mais aucune de ces courses n'a le label « Grand Prix de France ». Hors de l'Hexagone, 7 Grand Prix ont lieu, mais aucun avec un label de Grand Prix national.

## Par mois

### Mai
- 12 mai : Grand Prix automobile de Marseille.
- 30 mai : 500 miles d'Indianapolis

### Juin
- 9 juin : Grand Prix des Frontières.
- 16 juin : Grand Prix de Belgique
- 30 juin : Grand Prix automobile du Roussillon.

### Juillet
- 14 juillet : Grand Prix automobile d'Albi.
- 21 juillet : Grand Prix automobile des Nations.

### Octobre
- 27 octobre : Grand Prix automobile de Penya-Rhin.

## Naissances
- 12 janvier : Bobby Dragon,  pilote automobile de stock-car.
- 23 janvier : Don Whittington, pilote automobile américain.

- 25 février : Jean Todt, ancien copilote de rallye français, directeur de la Scuderia Ferrari.
- 10 mars : Hiroshi Fushida, pilote automobile japonais.
- 24 mars : Larry Rice, pilote automobile américain. ( † 20 mai 2009).
- 27 avril : Marc Sourd, pilote français.
- 2 mai :  Dany Snobeck, pilote automobile français.
- 4 mai : John Watson, pilote automobile britannique.
- 8 mai : Jean-Pierre "Jipé" Strugo, pilote de Rallye-raids français.
- 13 mai : Jean Rondeau, pilote et constructeur automobile français, ( † 27 décembre 1985).
- 27 mai : Giovanni Rossi, pilote de courses de côte français.  ( † 10 juin 2012).
- 10 juillet : Jean-Pierre Jarier, pilote automobile français.
- 26 juillet : Emilio de Villota, pilote de course espagnol.
- 13 août : Divina Mary Galica, skieuse alpine  et pilote automobile anglaise.
- 19 septembre : Brian Henton, pilote automobile anglais.
- 23 septembre : John Haugland, pilote automobile norvégien de rallyes.
- 30 septembre : Jochen Mass, pilote automobile allemand.
- 12 octobre : Christian Debias, pilote français, champion de France de la montagne et champion de France de Formule Renault.
- 17 octobre : Enzo Coloni, pilote  et patron de l'écurie automobile Coloni.
- 18 novembre : Francis Bondil, pilote de rallyes français.
- 2 décembre : Franz Wurz, pilote de rallycross et de rallye autrichien.
- 12 décembre : Emerson Fittipaldi, pilote automobile brésilien, champion du monde de Formule 1 en 1972 et 1974.
- 19 décembre : Jean-Sébastien Couloumiès, pilote de rallye français.

## Décès
- 2 septembre : George Robson, pilote automobile canadien, (° 24 février 1909).